# Chetta Chevalier
Henrietta Chetta Chevalier BEM (n. 2 aprilie 1901, Tas-Sliema, Eastern Region (Lvant)⁠(d), Malta – d. 9 iulie 1973, Malta), o femeie malteză de naționalitate britanică rezidentă la Roma, a fost un element esențial în rețeaua „Rome Escape Line” a monseniorului Hugh O'Flaherty⁠(d), care a funcționat la Vatican în timpul celui de-al Doilea Război Mondial. Apartamentul ei de la etajul trei de pe Via Imperia a fost folosit ca depozit pentru provizii și ca adăpost pentru persoanele care fugeau de regimurile fasciste din Europa. Doamna Chevalier era cunoscută în cadrul organizației sub numele de „Mrs. M.” („Dna M.”). Nu se cunoaște originea numelui ei conspirativ, dacă acesta era o referire la insula natală Malta, la numele de fată al mamei ei sau la un alt subiect.

## Biografie
S-a născut sub numele de Henrietta Scerri, ca fiică a lui Emmanuel Scerri și a soției sale, Maria, născută Mamo, în orașul Sliema din Malta. S-a căsătorit cu Thomas Chevalier la 15 mai 1920 în Biserica Sfânta Fecioară a Preasfintei Inimi din Sliema. Cei doi soți au locuit la Roma, unde domnul Chevalier lucra ca agent al companiei britanice de turism Thomas Cook &amp; Sons, și au avut mai mulți copii. După moartea soțului ei și întemnițarea unuia dintre fiii ei în 1939, văduva britanică s-a trezit blocată în statul fascist al lui Mussolini și a devenit responsabilă pentru bunăstarea copiilor ei și a bătrânei sale mame. Recrutată în rețeaua monseniorului O'Flaherty, Chevalier a oferit preotului irlandez o carte albă pentru a-i folosi apartamentul ca depozit de provizii și refugiu pentru persoanele care încercau să se scape de persecuțiile fasciste. În ciuda mai multor situații grave – inclusiv una pe care una dintre fiicele ei, Gemma, i-a ascuns-o mamei sale – și a supravegherii constante din partea serviciului nazist de informații Sicherheitsdienst (SD), Henriette Chevalier și membrii familiei sale și-au continuat activitățile clandestine sub amenințarea constantă a morții până când au fost evacuați pe rând de rețeaua lui O'Flaherty la o fermă de la marginea orașului, unde au trăit ascunși tot restul războiului.
În 1945, Henriette Chevalier a fost decorată cu Medalia Imperiului Britanic⁠(d) (British Empire Medal) pentru eforturile sale extraordinare de a oferi un adăpost persoanelor aflate în nevoie. Istoricii consideră că eforturile ei au contribuit la ajutorarea directă a 4.000 de persoane în timpul războiului.
Henriette Chevalier a murit în țara ei natală, Malta, la 9 iulie 1973 și a fost înmormântată în Cimitirul Santa Maria Addolorata. O grădină memorială a fost plantată în onoarea ei la Muzeul Aviației din Malta⁠(d) și a fost inaugurată pe 24 noiembrie 2012.